# Marcos Franz
Marcos Franz (Mataró, 12 de març de 1993) és un actor de cinema i televisió i músic català, conegut pel seu paper de Gerard Piguillem a la sèrie de TV3 Merlí.
Dels 6 als 9 anys va tocar el piano i hi va tornar als 15 anys, quan també va aprendre a tocar la guitarra. També sap tocar el baix. L'octubre de 2016 va llançar el seu primer àlbum Start, amb cançons en català i en anglès. Als 11 anys va començar a rebre classes de teatre i cant. Va debutar amb la pel·lícula d'Agustí Vila La mosquitera el 2010, on hi interpreta l'adolescent Lluís que viu entre discussions dels pares, interpretats per Emma Suárez i Eduard Fernández. El 2012 va estudiar teatre musical i el 2013 i 2014 va estudiar interpretació a Barcelona. El seu paper més destacat va ser el de Gerard, un noi nerviós bojament enamorat de la seva companya de classe Mònica (Júlia Creus), a la sèrie Merlí (2015–2018) de TV3. També va interpretar-lo a la segona temporada, on es torna més calmat i confiat i on una altra noia, Oksana (Laia Manzanares), li va al darrere. També va participar en la tercera i última temporada de la sèrie.
El 2016 va participar a Roma (Itàlia) en 4 episodis de la sèrie The Young Pope, protagonitzada per Jude Law i dirigida per Paolo Sorrentino, on interpreta un espanyol que vol estudiar per ser capellà al Vaticà, Angelo Sánchez. La tardor del 2016 va acabar el rodatge a Praga (Txèquia) de la sèrie d'època de History Channel Knightfall (2017), on va interpreta el príncep Lluís de Catalunya. El 2017 va ser un dels actors seleccionats a la Blood Red Carpet del Festival de Sitges, que cada any seleccionat 3 actors i 3 actrius que considera figures emergents. El 2020 va interpretar David Martos, un noi que treballa d'amagat en l'exhumació d'una fossa comuna on creu que hi ha la seva família i que és assassinat, a la sèrie de TV3 i À Punt La fossa.

## Filmografia
Sèries
| Any       | Títol                    | Personatge                 | Notes                                |
| --------- | ------------------------ | -------------------------- | ------------------------------------ |
| 2014      | Kubala, Moreno i Manchón |                            | Episodi: «Mens sana in corpore sano» |
| 2015–2018 | Merlí                    | Gerard Piguillem           | Principal, 40 episodis               |
| 2016      | The Young Pope           | Ángelo Sánchez             | Episodi 1x06                         |
| 2017      | Knightfall               | Príncep Lluís de Catalunya | 4 episodis                           |
| 2020      | La fossa                 | David Martos               | 4 episodis                           |

Pel·lícules
| Any  | Títol         | Personatge |
| ---- | ------------- | ---------- |
| 2010 | La Mosquitera | Lluís      |